# Ecitoptera subciliata
Ecitoptera subciliata är en tvåvingeart som beskrevs av Borgmeier 1960. Ecitoptera subciliata ingår i släktet Ecitoptera och familjen puckelflugor. Inga underarter finns listade i Catalogue of Life.